# Żemłosław
Żemłosław (biał. Жамыслаўль) – wieś na Białorusi położona w obwodzie grodzieńskim, w rejonie iwiejskim, opodal Sobotnik, oddalona około 50 kilometrów od Lidy.

## Historia
Dawniej nazywany Piotrowszczyzną. W XVII w. własność rodziny Żemłłów herbu Topór i od jej nazwiska wieś wraz kilkoma innymi folwarkami została nazwana majątkiem Żemłowskim, a później Żemłosławiem.
Wieś szlachecka położona była w końcu XVIII w. w powiecie oszmiańskim województwa wileńskiego. Majątek Żemłosław powstał z drobnych folwarków należących do dóbr Kondraciszek.
Po bezpotomnej śmierci Marcjana Żemłły w 1728 r. majątek przechodzi w ręce kasztelanki połockiej Ludwiki z Paców Niemirowiczowej-Szczyttowej, która przekazuje go swojemu synowi, staroście witagolskiemu i szambelanowi JKM Stanisława Augusta, Krzysztofowi Niemirowiczowi-Szczyttowi (1784). Następnie majątek dziedziczy syn Krzysztofa – Józef Niemirowicz Szczytt (ur. ok. 1769–zm. przed 1833), marszałek mozyrski. Rezydencję Niemirowiczowów-Szczyttów w Żemłosławiu stanowił bogato wyposażony duży pałac z drzewa brusowego o czterech gankach. W parku pałacowym naprzeciw drzwi z salonu znajdowała się drewniana kaplica. W 1806 r. Józef Niemirowicz-Szczytt sprzedał Żemłosław sędziemu ziemskiemu mozyrskiemu Antoniemu Kieniewiczowi, który w kilka miesięcy później (04.01.1807 r.) sprzedał go Jakubowi Umiastowskiemu. 
Nowy właściciel przystąpił do rozbudowy pałacu Niemirowiczów-Szczyttów. Klasycystyczny pałac Umiastowskich (powstały ok. 1863 do 1877 r.) – według projektu Leandra Marconiego – wzorowany jest na pałacu w Łazienkach Królewskich w Warszawie. Otaczał go piękny park urządzony przez francuskiego ogrodnika Jamme.
Żemłosław był na przełomie wieków XIX i XX przykładem idealnie prowadzonego majątku ziemskiego. Wyrabiane tam sery szwajcarskie cieszyły się ogromną sławą. Gorzelnia, która powstała w tamtych czasach działa i współcześnie.
Najznamienitszym dziedzicem Żemłosławia był Władysław hrabia Umiastowski (zm. 1905) wraz ze swą małżonką Janiną z hrabiów Ostroróg-Sadowskich, autorką wspomnień Szmat ziemi i życia... wydanych w Wilnie w 1928 r. pod pseudonimem „Nałęcz”. Po śmierci męża, hrabina utworzyła w Żemłosławiu „Żemłosławską Fundację Naukową hrabiostwa Umiastowskich” przy Uniwersytecie Wileńskim „Stefana Batorego”.
Urodził się tu Tadeusz Sokołowski – oficer Wojska Polskiego, uczestnik III powstania śląskiego i II wojny światowej (cichociemny), polski jeździec, olimpijczyk z Berlina 1936.

## Galeria

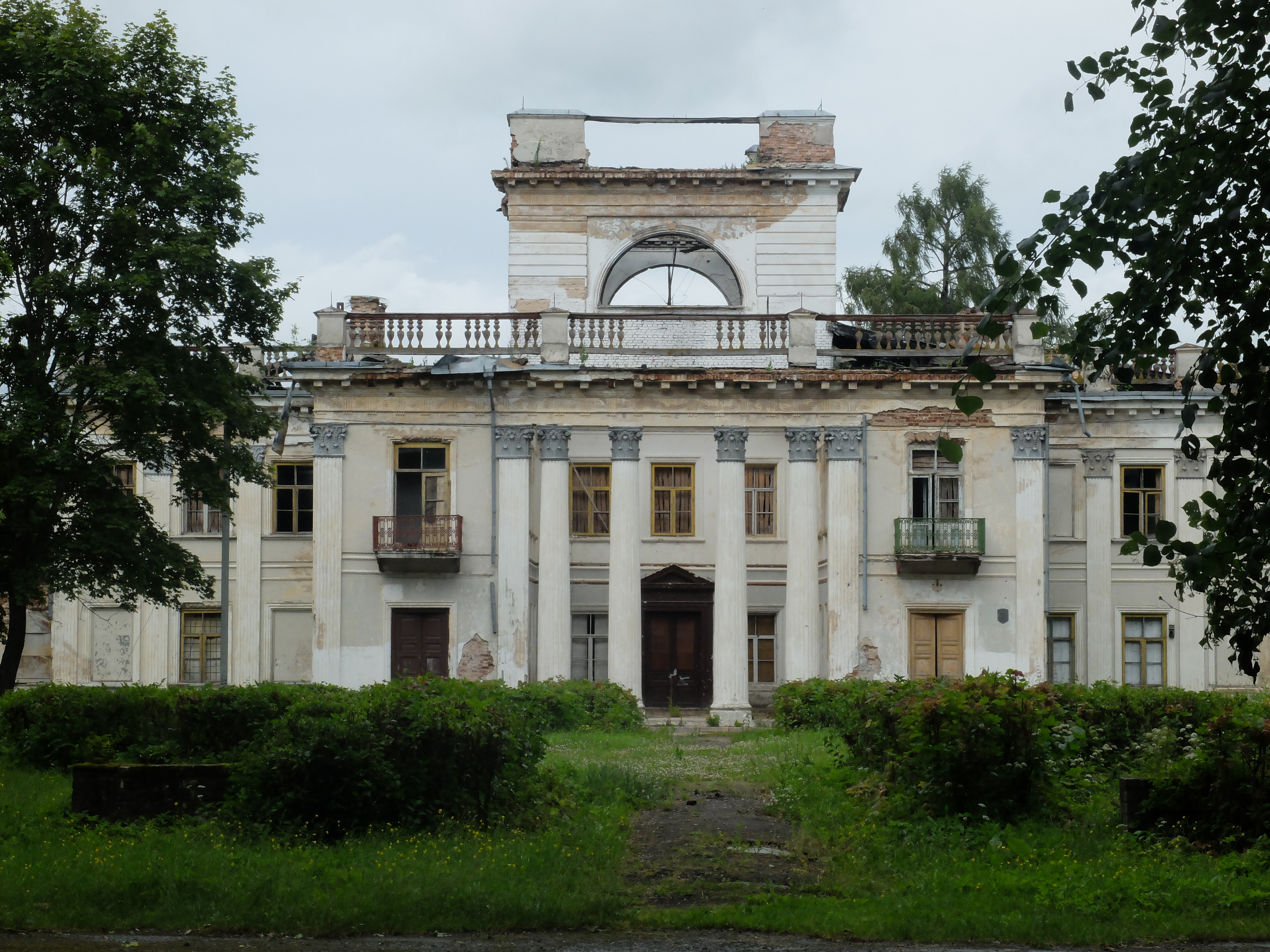
Pałac w Żemłosławiu w 2014 r. po częściowym spaleniu
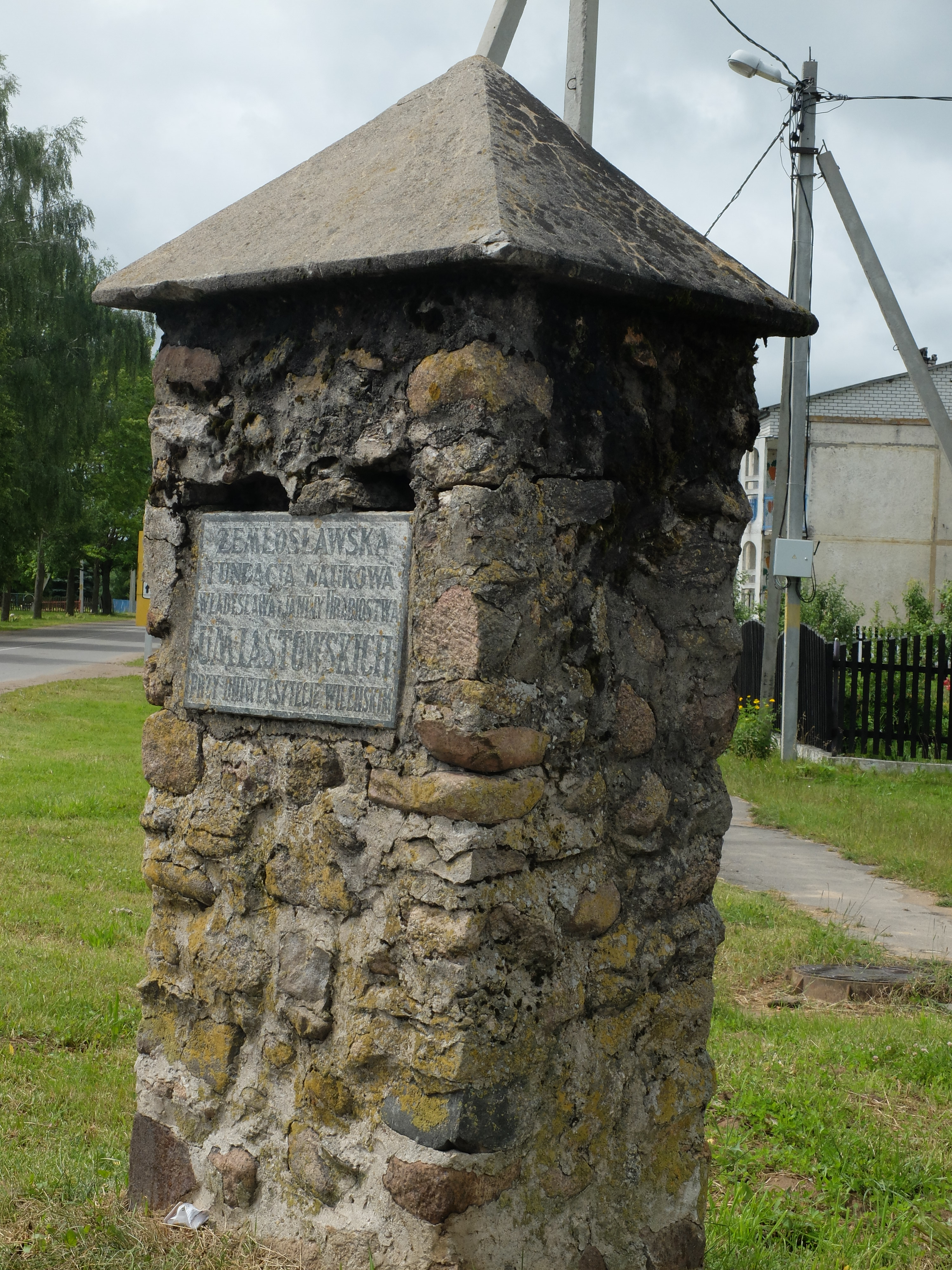
Upamiętnienie Żemłosławskiej Fundacji Naukowej Umiastowskich
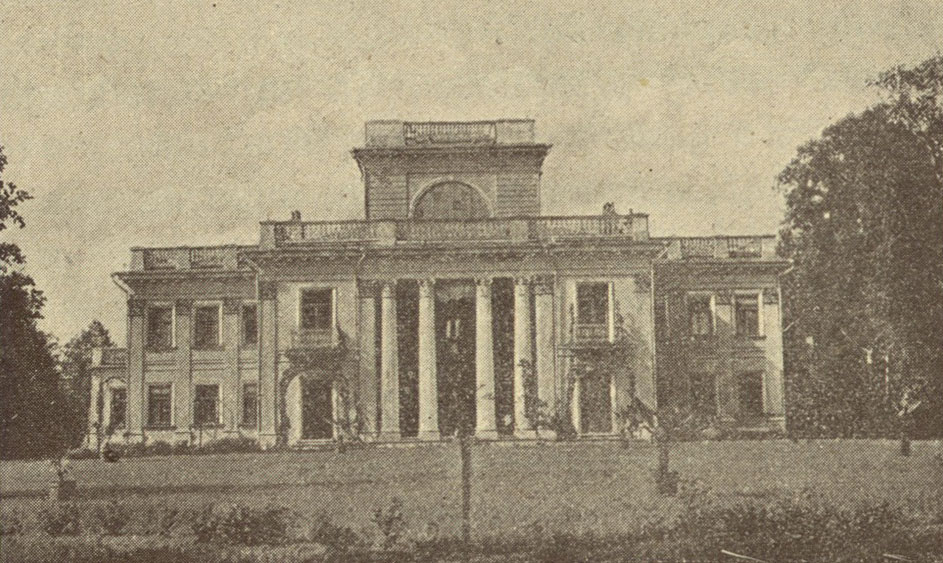
Pałac w 1926 r.